# Roumoules
Roumoules é uma comuna francesa na região administrativa da Provença-Alpes-Costa Azul, no departamento dos Alpes da Alta Provença. Estende-se por uma área de 26,04 km². Em 2010 a comuna tinha 752 habitantes (densidade: 28,9 hab./km²).